# Église Saint-Nicolas de Melenci
Pour les articles homonymes, voir Église Saint-Nicolas.
L'église Saint-Nicolas de Melenci (en serbe cyrillique : Црква Светог Николе у Меленцима ; en serbe latin : Crkva Svetog Nikole u Melencima) est une église orthodoxe serbe située à Melenci, dans la province autonome de Voïvodine, sur le territoire de la Ville de Zrenjanin et dans le district du Banat central en Serbie. Elle est inscrite sur la liste des monuments culturels de grande importance de la république de Serbie (identifiant no SK 1198).

## Présentation

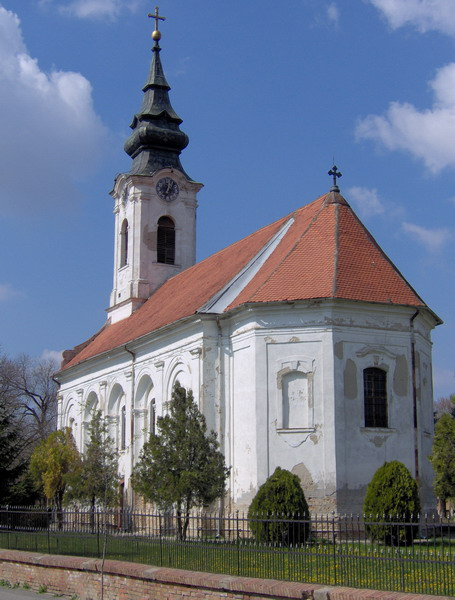
Autre vue de l'église.

L'église, construite dans la seconde moitié du XVIIIe siècle, est constituée d'une nef unique prolongée par une abside à cinq pans. La façade occidentale est dominée par un clocher à bulbe ; elle est ornée de pilastres avec des chapiteaux supportant un fronton triangulaire. D'autres pilastres ainsi que niches et des ouvertures dotées d'arcs arrondis rythment les façades latérales.
Dans l'église, l'iconostase et les trônes ont été peints entre 1806 et 1816 par Arsenije Teodorović,, l'un des représentants les plus célèbres de l'école classique serbe. Les fresques sont dues à Nikola Aleksić et ont été réalisées en 1864. L'église abrite également un important trésor d'objets sacrés.

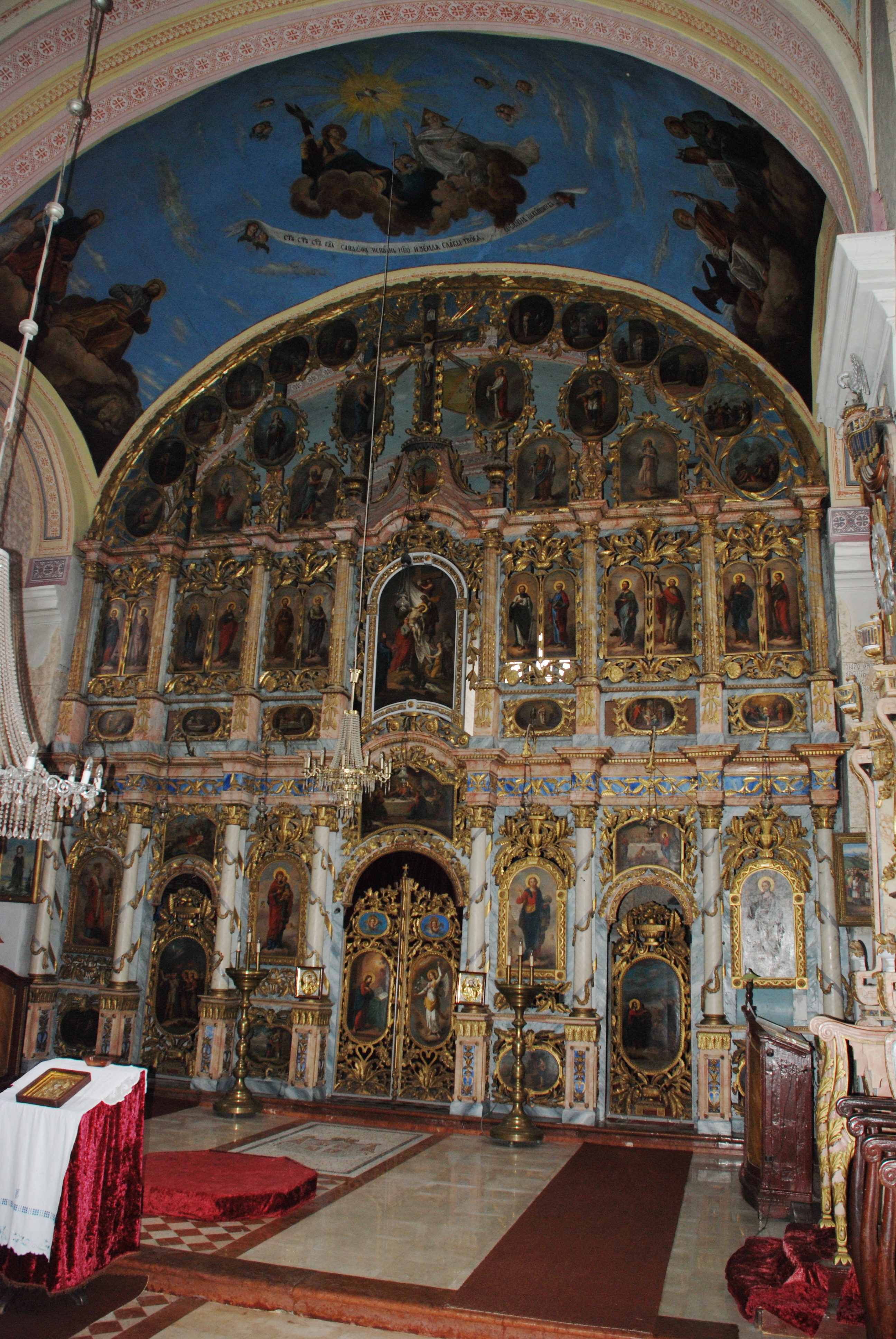
L'iconostase de l'église.

## Chapelle
Le village de Melenci abrite trois cimetières. Dans le « Grand cimetière » (en serbe : Veliko groblje) se trouve une chapelle de style néo-byzantin construite par la famille Dimitrijević sur des plans de l'architecte Vladimir Nikolić ; elle s'inscrit dans un plan en forme de croix grecque et est surmontée d'un dôme central ; les icônes de la chapelle ont été peintes par Uroš Predić en 1908. 

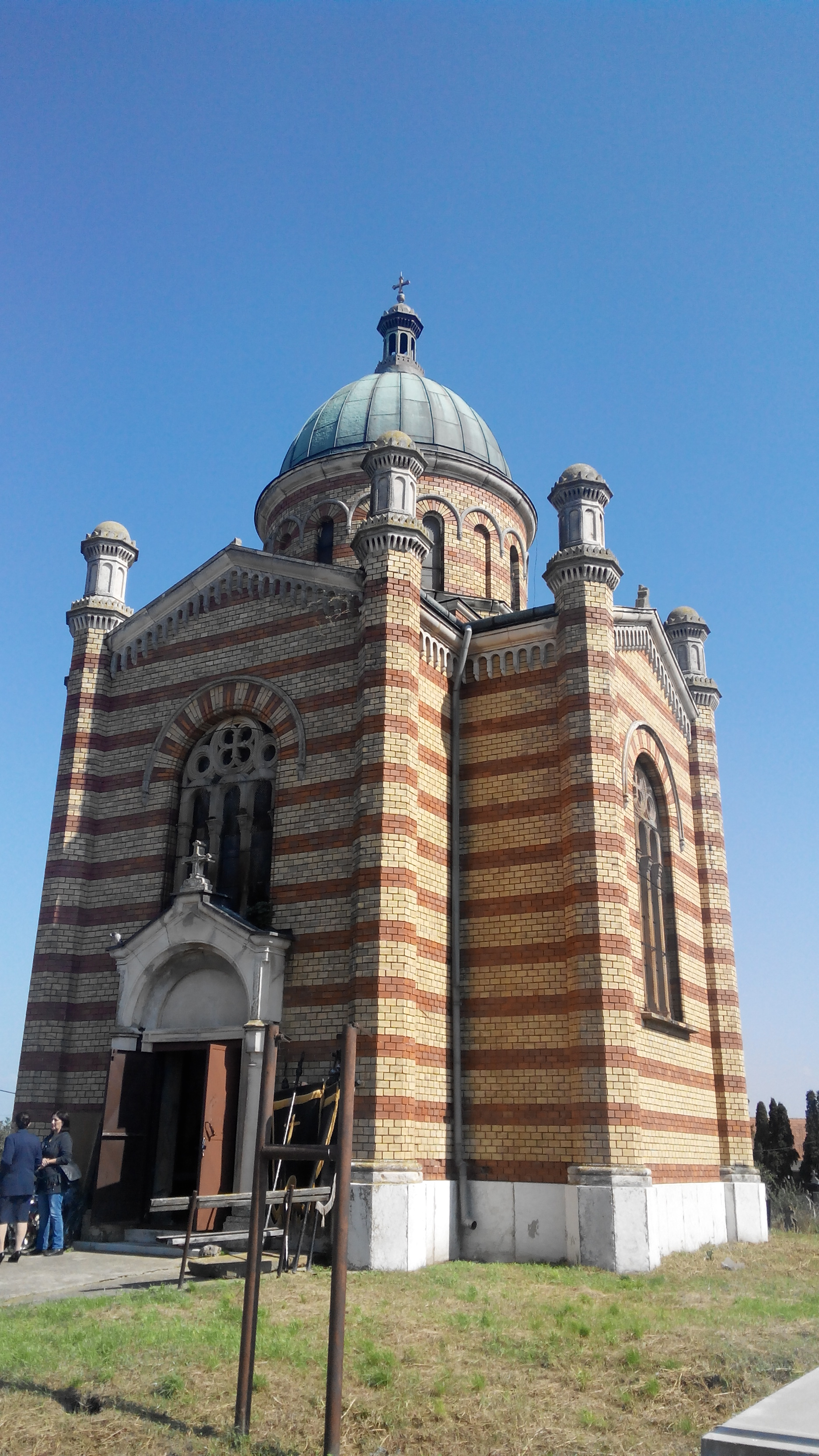
Chapelle néogothique dans le Grand cimetière de Melenci.